# CORN HEAD
CORN HEAD（コーン・ヘッド、1977年10月3日 - ）は、神奈川県横浜市出身の日本のレゲエミュージシャン。通称「タツ」「コンティ」。
2002年にメジャーデビュー。同時期に自身のレーベル Mad Dragon を立ち上げる。2006年リリースのアルバム『Love Seeker』より2008年までインディーズで活動。2014年、HI-BULLET名義でヒップホップMCとしての活動も開始する。

## ディスコグラフィ

### 配信限定シングル
| 発売日        | タイトル                                |
| ------------- | --------------------------------------- |
| 2009年12月2日 | MERRY X'MAS 〜キヨシコノ夜に・・・〜    |
| 2017年5月31日 | MGL                                     |
| 2020年4月22日 | my homie                                |
| 2021年8月4日  | Linky Linky / TAKUTO×CORN HEAD          |
| 2021年9月23日 | RUN THIS WAY feat. RUDEBWOY FACE & Mion |
| 2022年8月24日 | MUSICAL MURDER                          |
| 2023年8月18日 | マイク廻師 feat. ICE BAHN               |

### 出演イベント
- 2005年7月26日 - LITTLE 初TOUR 2005"LIFE"
- 2009年7月19日 - AI VIVA A.I. JAPAN TOUR
- 2012年7月06日 - 「ザ傾もんvol.3」
- 2014年7月26日 - 伊達祭 Dancehall Reggae Show Case
- 2017年4月30日・5月5日・6日 - AI Presents「伝説NIGHT II」